# Asplenium cuneifolium
Asplenium cuneifolium là một loài dương xỉ trong họ Aspleniaceae. Loài này được Viv. mô tả khoa học đầu tiên.
Danh pháp khoa học của loài này chưa được làm sáng tỏ. 

## Hình ảnh

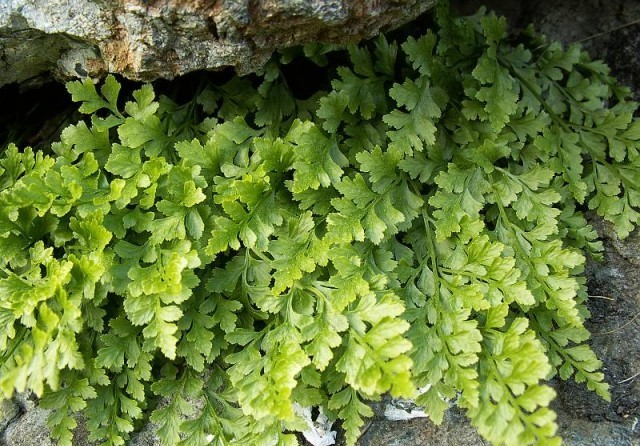